# Drexciya
Drexciya was een elektronische muziekband uit Detroit. James Stinson was het enige officiële lid van Drexciya. Het was echter een publiek geheim dat hij een partner had, nl. Gerald Donald. Het grootste deel van Drexciya's muziek was een harde, dansvloergeoriënteerde stijl van electro, gemengd met retro-elementen, en Detroit Techno. Bij gelegenheid maakte men ook ambient en industrial.
Drexciya combineerde gezichtsloze ondergrond anti-mainstream met mythologische sci-fi vertelsels om het dramatische effect van hun muziek te vergroten. In dit opzicht waren ze wat gelijkaardig met het Detroitse Underground Resistance. De naam Drexciya verwijst naar een mythe vergelijkbaar met Plato's mythe van Atlantis. Dit wordt beschreven op een platenhoes van het album "The Quest" uit 1997. "Drexciya" is een onderwaterland bewoond door de ongeboren kinderen van zwangere Afrikaanse vrouwen die van een slavenschip in zee gegooid waren. Deze kinderen hebben zich aangepast om te ademen onder water in hun moeders schoot.
Geruchten dat Drexciya ontbonden zou zijn in 1997 werden twee jaar later tegengesproken toen Drexciya met een nieuwe track verscheen op Underground Resistances compilatie Interstellar Fugitives. Later volgden nog drie Drexciya-albums. Hoewel beide leden van Drexciya totaal anoniem bleven tijdens hun actieve carrière, werd James Stinson na zijn dood als lid geïdentificeerd in 2002. De leden van Drexciya zijn nooit gefotografeerd maar hebben wel gemaskerde interviews gegeven om hun identiteit niet prijs te geven. Men vermoed ook dat Drexciya uitvoerig samenwerkte met de groep Ultradyne, al is de enige bewezen samenwerking de zeer zeldzame Uncharted ep (1997).

## Zijprojecten
De leden van Drexciya hebben onder een groot aantal verschillende namen albums en 12" singles uitgebracht. Onder meer: Abstract Thought, Shifted Phases, Arpanet, Dopplereffekt, Der Zyklus, Glass Domain, Japanese Telekom (Telecom), L.A.M., Lab Rat XL, The Other People Place, Elecktroids en Transllusion. Deze releases zijn op diverse gerenommeerde labels uitgebracht zoals Underground Resistance, het Nederlandse Clone, Warp en Tresor.
Wie van de 2 Drexciyaleden achter de verschillende releases zit is net als vele zaken rondom Drexciya een goed bewaard geheim. Dat Drexciya achter de releases zit is vaak duidelijk herkenbaar aan het geluid. Verder is het soms ook terug te zien op de informatie op de albumhoes, o.a. door de naam van de studio of een e-mailadres.
Gerald Donald maakt nog altijd muziek onder verschillende schuilnamen, waaronder Arpanet, Heinrich Mueller, Glass Domain, Intellitronic, Japanese Telecom en Z Therapy.